# The Fabelmans
Pour plus de détails, voir Fiche technique et Distribution.
The Fabelmans, ou Les Fabelman au Québec, est un film américain réalisé par Steven Spielberg, sorti en 2022. 
Il s'inspire de la propre jeunesse du cinéaste, lequel a participé à la rédaction du scénario. Il met ainsi en scène le personnage de Sammy Fabelman, un jeune garçon qui grandit aux États-Unis après la Seconde Guerre mondiale. Cet enfant timide se réfugie dans le cinéma et tourne ses propres films. En visionnant l'un d'eux, il est bouleversé de découvrir que sa mère entretient une liaison amoureuse avec un ami de la famille. 
Le film est présenté en avant-première au festival international du film de Toronto 2022 où il remporte le Prix du public. En France, une avant-première est organisée au Festival Lumière. 
Lors de la 80e cérémonie des Golden Globes, il remporte le prix du meilleur film dramatique, ainsi que celui du meilleur réalisateur pour Spielberg. C'est cependant un échec commercial.

## Synopsis
En 1952 dans le New Jersey, le jeune Samuel « Sammy » Fabelman se rend avec ses parents, Mitzi et Burt, au cinéma pour la première fois. Il assiste, subjugué, à la projection du film Sous le plus grand chapiteau du monde de Cecil B. DeMille, dont une scène impliquant un accident de train le marque particulièrement. La nuit suivante, Sammy demande à ses parents un train électrique en guise de cadeau pour Hanoucca. Il recrée alors la scène du film avec le train, qu'il filme avec la caméra de son père pour la visualiser à plusieurs reprises, afin de se remettre de son choc. Sammy découvre alors la joie qu'il éprouve à se tenir derrière la caméra, tournant de petites mises en scène avec ses sœurs.
L'année suivante, Sammy et sa famille, accompagné d'« oncle » Bennie, ami et collègue de Burt, déménagent à Phoenix, Arizona, Burt y ayant trouvé un meilleur emploi. Sammy, désormais adolescent, continue à nourrir sa passion pour le cinéma, filmant par exemple avec son groupe de boy-scouts des scènes de western, mais peine à convaincre Burt de le laisser faire du cinéma son métier. Sammy filme également abondamment sa famille et Bennie lors d'un séjour en camping, toutefois interrompu par la mort de la mère de Mitzi, qui laisse cette dernière dévastée. À la demande de son père, et malgré son projet de réaliser d'abord un petit film de guerre, Escape to Nowhere, Sammy accepte de réaliser un film racontant les vacances au camping.
La famille reçoit le lendemain la visite de Boris, l'oncle de Mitzi. Ce dernier, qui a travaillé dans le cinéma, identifie rapidement la passion de Sammy et le prévient qu'il sera amené à être tiraillé entre son amour pour sa famille et sa passion pour le septième art. Une fois Boris parti, Sammy s'attelle au montage du film de camping, mais en repassant les différentes séquences qu'il a filmées, il met au jour des signes d'une liaison entre sa mère et Bennie. Sans rien lui dire, Sammy adopte alors une attitude froide et insolente envers Mitzi pendant plusieurs semaines ; lorsque cette dernière perd patience au point de frapper Sammy, il lui révèle être au courant de sa liaison, mais promet de n'en rien dire à personne.
Les Fabelman déménagent à nouveau, cette fois-ci en Californie, après que Burt a été embauché chez IBM. Sammy, ayant perdu goût pour le cinéma, revend sa caméra, et croise Bennie au magasin, qui lui en offre une nouvelle. Sammy, dégoûté par l'attitude de Bennie, refuse le cadeau, n'acceptant finalement de prendre la caméra qu'en l'achetant à Bennie et affirmant qu'il ne s'en servira jamais, quand bien même Bennie l'exhorte à ne pas renoncer, ne serait-ce que pour réconforter sa mère, qui le soutient dans sa passion. En Californie, Sammy peine à s'intégrer à son lycée, malmené en particulier par deux étudiants antisémites, Logan et Chad, le premier frappant même Sammy après que ce dernier a révélé à sa petite amie que Logan la trompait. Sammy trouve toutefois du réconfort auprès de Monica, qui devient sa petite amie.
Entretemps, Mitzi peine à accepter son éloignement avec Bennie : elle va jusqu'à donner son nom à un singe domestique qu'elle a acheté, ce qui contrarie Burt, bien que ce dernier n'ait jamais indiqué qu'il soit au courant de l'infidélité de son épouse. La tension entre Mitzi et Burt monte alors durant un repas de famille, auquel assiste Monica, et durant lequel Mitzi reproche à Burt de ne pas assez encourager la passion pour le cinéma de Sammy. Ce dernier, quant à lui, accepte de filmer le  ditch day de l'école, une journée que les étudiants passent à la plage, utilisant une caméra prêtée par le père de Monica. Plus tard, Burt et Mitzi annoncent à leurs enfants qu'ils vont divorcer, Mitzi ayant finalement révélé sa liaison avec Bennie.
Sammy se rend au bal de fin d'année avec Monica mais, perturbé par le divorce de ses parents, il lui déclare maladroitement son amour et lui demande de venir avec lui à Hollywood tandis que Monica, qui a toujours considéré leur relation comme temporaire, envisage au contraire d'étudier au Texas et annonce à Sammy qu'ils doivent rompre. Lors de la cérémonie, le film du  ditch day réalisé par Sammy est projeté, montrant l'athlétique Logan sous un jour particulièrement favorable, tandis que Chad est présenté comme un raté. Logan, furieux de cette image qui ne correspond pas à la réalité et le fait passer pour bien meilleur qu'il n'est, se met en colère contre Sammy, mais finit par le laisser tranquille et en vient même à le défendre contre Chad, le film ayant incité la petite amie de Logan à revenir vers lui.
De retour chez lui, Sammy annonce à Mitzi que Monica et lui ont rompu. Mitzi, qui ne peut renoncer à son amour pour Bennie malgré toute l'affection qu'elle a pour Burt, demande à Sammy de lui pardonner pour la gifle qu'elle lui a infligée auparavant, et de poursuivre son rêve de faire du cinéma son métier. Redoublant d'efforts pour se faire une place dans l'industrie d'Hollywood pour échapper à des études universitaires qu'il exècre, Sammy, vivant désormais seul avec son père, reçoit une offre de CBS pour travailler, en tant qu'assistant en bas de l'échelle, sur la série Papa Schultz. Ayant finalement reçu l'assentiment de son père, Sammy se rend aux studios. Il a alors l'occasion d'y rencontrer John Ford, un réalisateur qui l'a toujours influencé.
Lors de l'entrevue avec Ford, qui ne dure que quelques minutes, Sammy reçoit quelques conseils quant à la façon de réaliser un film, notamment sur le cadrage. En sortant du studio, Sammy est aux anges, et la caméra, qui a d'abord placé l'horizon au milieu du cadre, se déplace pour que l'horizon apparaisse en bas du cadre, conformément aux conseils de Ford.

## Fiche technique
- Titre original : The Fabelmans
- Titre québécois : Les Fabelman
- Réalisation : Steven Spielberg
- Scénario : Tony Kushner et Steven Spielberg
- Musique : John Williams[3]
- Direction artistique : Andrew Max Cahn
- Décors : Rick Carter
- Costumes : Mark Bridges
- Photographie : Janusz Kamiński
- Montage : Sarah Broshar et Micheal Kahn
- Production : Tony Kushner, Kristie Macosko Krieger et Steven Spielberg
- Sociétés de production : Amblin Entertainment et Amblin Partners
- Société de distribution : Universal Pictures
- Budget : 40 millions de dollars[4]
- Pays de production :  États-Unis
- Langue originale : anglais
- Format : couleur
- Genre : drame, récit initiatique
- Durée : 151 minutes
- Dates de sortie[5] :
  - Canada : 10 septembre 2022 (festival de Toronto) ; 23 novembre 2022
  - France : 18 octobre 2022 (Festival Lumière) ; 22 février 2023 (sortie nationale)
  - États-Unis : 11 novembre 2022 (sortie limitée) ; 23 novembre 2022

## Distribution
- Gabriel LaBelle (VF : Jean-Stan Du Pac ; VQ : Charles Sirard-Blouin) : Samuel « Sammy » Fabelman
  - Mateo Zoryon Francis-DeFord (VF : Aloïs Le Labourier Tiêu ; VQ : Noé Henri Rouillard) : Samuel, enfant
- Michelle Williams (VF : Valérie Siclay ; VQ : Pascale Montreuil) : Mitzi Fabelman
- Paul Dano (VF : Donald Reignoux ; VQ : Sébastien Reding) : Burt Fabelman
- Seth Rogen (VF : Xavier Fagnon ; VQ : Tristan Harvey) : Bennie Loewy
- Keeley Karsten (VF : Lana Ropion ; VQ : Marguerite d'Amour) : Natalie Fabelman
  - Alina Brace (VF : Victoire Pauwels) : Natalie enfant
- Julia Butters (VF : Jaynelia Coadou ; VQ : Ludivine Reding) : Reggie Fabelman
  - Birdie Borria (VF : Loïse Charpentier) : Reggie, enfant
- Judd Hirsch (VF : Judka « Popeck » Herpstu ; VQ : Jean-Marie Moncelet) : l'oncle Boris Podgorny
- Sophia Kopera (VF : Mila Pointet) : Lisa Fabelman
- Jeannie Berlin (VF : Annie Balestra) : Hadassah Fabelman
- Robin Bartlett (VF : Sylvie Genty) : Tina Schildkraut
- Sam Rechner (en) (VF : Gauthier Battoue ; VQ : Xavier Dolan) : Logan Hall
- Oakes Fegley (VF : Hugo Brunswick ; VQ : Matis Ross) : Chad Thomas
- Chloe East (VF : Barbara Probst ; VQ : Lauriane S. Thibodeau) : Monica Sherwood
- Isabelle Kusman (VF : Jennifer Fauveau) : Claudia Denning
- Nicolas Cantu (VF : Esteban Oertli) : Hark
- Cooper Dodson : Turkey
- Gabriel Bateman (VF : Andrea Santamaria) : Roger
- James Urbaniak : le principal
- Connor Trinneer : Phil Newhart
- Greg Grunberg : Bernie Fein
- Jan Hoag (VF : Marie-Martine) : Nona, la secrétaire du CBS
- David Lynch[6] (VF : Frédéric Cerdal) : John Ford
- Crystal : Bennie le singe

## Production

### Genèse et développement
En mars 2021, il est annoncé que Steven Spielberg prépare un film au récit initiatique en partie inspiré par son enfance dans les années 1950 et 1960 en Arizona. Cela faisait presque une vingtaine d'années que le réalisateur évoquait ce projet très personnel. Il avait un temps travaillé sur un script avec sa sœur, Anne Spielberg. Le projet s'était tour à tour intitulé After School, Growing Up, puis I'll Be Home.
Peu après l'annonce du projet, il est révélé que Steven Spielberg écrira le script avec Tony Kushner, qui a déjà collaboré avec lui sur Munich (2005), Lincoln (2012) et West Side Story (2021). Ce film marque le retour de Steven Spielberg comme scénariste. Il ne l'avait plus fait depuis A.I. Intelligence artificielle (2001).
Kristie Macosko Krieger (en), fidèle collaboratrice du réalisateur, participe à la production du film, avec Tony Kushner et Steven Spielberg.

### Attribution des rôles
Dès l'annonce du projet, Michelle Williams est annoncée en négociations pour l'un des rôles principaux,. En mars 2021, Seth Rogen rejoint le film dans le rôle d'un personnage inspiré de « l'oncle préféré de Steven Spielberg », alors que la présence de Michelle Williams est officiellement confirmée. En avril, Paul Dano rejoint lui aussi la distribution. Le mois suivant, c'est Gabriel LaBelle qui est annoncé dans le rôle principal. Un grand appel avait été lancé pour trouver de jeunes acteurs pour interpréter le personnage central de Sammy — alter-ego de Steven Spielberg — à plusieurs âges (de 6 à 18 ans environ). Julia Butters, révélée par Once Upon a Time… in Hollywood (2019), est ensuite engagée pour incarner la sœur de Sammy, suivie de Sam Rechner. En juillet, Chloe East, Oakes Fegley, Isabelle Kusman, Jeannie Berlin, Judd Hirsch, Robin Bartlett ou encore Jonathan Hadary rejoignent à leur tour le film,.
En février 2022, on apprend que le cinéaste David Lynch tiendra un rôle dans le film.

### Tournage
Le tournage débute en juillet 2021,, à Los Angeles. Il se déroule également à Malibu ou encore dans les studios Universal.

### Musique
Albums de John Williams
Star Wars, épisode IX : L'Ascension de Skywalker
(2019) Indiana Jones et le Cadran de la destinée
(2023)
La musique du film est composée par John Williams, pour sa 29e collaboration avec Steven Spielberg depuis maintenant 50 ans.
Le film comporte des morceaux classiques sélectionnés par le réalisateur lui-même, dont certains interprétés au piano dans diverses scènes par le personnage de Mitzi Fabelman. Les compositeurs en sont Friedrich Kuhlau, Erik Satie, Muzio Clementi, Jean-Sébastien Bach et Joseph Haydn. On peut par ailleurs retrouver dans le film des chansons plus modernes (mais non incluses sur l'album de la bande originale) comme Walk On By de Dionne Warwick et Goodbye Cruel World de James Darren, ainsi que le morceau Elite Syncopations de Scott Joplin. Par ailleurs, le personnage de Sammy utilise de la musique d'Elmer Bernstein composée pour Les Sept Mercenaires (1960) ou celle d'Alfred Newman pour La Conquête de l'Ouest (1962), pour ses courts métrages 8 mm Gunsmog et Escape to Nowhere,.
| Liste des titres de l'album | Liste des titres de l'album                                                                                 | Liste des titres de l'album | Liste des titres de l'album | Liste des titres de l'album | Liste des titres de l'album | Liste des titres de l'album | Liste des titres de l'album | Liste des titres de l'album | Liste des titres de l'album |
| No                          | Titre | Interprète(s)               | Durée                       |                             |                             |                             |                             |                             |                             |
| --------------------------- | --- | --------------------------- | --------------------------- | --------------------------- | --------------------------- | --------------------------- | --------------------------- | --------------------------- | --------------------------- |
| 1.                          | The Fabelmans                                                                                               | Williams                    | 2:13                        |                             |                             |                             |                             |                             |                             |
| 2.                          | Mitzi's Dance                                                                                               | Williams                    | 2:05                        |                             |                             |                             |                             |                             |                             |
| 3.                          | Sonatina in A Minor, Op. 88 No. 3: III. Allegro burlesco                                                    | Joanne Pearce Martin        | 1:51                        |                             |                             |                             |                             |                             |                             |
| 4.                          | Midnight Call                                                                                               | Williams                    | 2:23                        |                             |                             |                             |                             |                             |                             |
| 5.                          | Reverie | Williams                    | 1:44                        |                             |                             |                             |                             |                             |                             |
| 6.                          | Mother and Son                                                                                              | Williams                    | 2:28                        |                             |                             |                             |                             |                             |                             |
| 7.                          | Sonatina in C Major, Op. 36 No. 3: Spiritoso                                                                | Martin                      | 1:58                        |                             |                             |                             |                             |                             |                             |
| 8.                          | Reflections                                                                                                 | Williams                    | 2:02                        |                             |                             |                             |                             |                             |                             |
| 9.                          | Concerto in D Minor, BWV 974: II. Adagio                                                                    | - Martin - Williams         | 3:46                        |                             |                             |                             |                             |                             |                             |
| 10.                         | New House                                                                                                   | Williams                    | 2:28                        |                             |                             |                             |                             |                             |                             |
| 11.                         | The Letter                                                                                                  | Williams                    | 2:08                        |                             |                             |                             |                             |                             |                             |
| 12.                         | The Journey Begins (contient des extraits de la Sonate pour piano no 48, HOB. XVI: 35: I. Allegro con brio) | Williams                    | 6:08                        |                             |                             |                             |                             |                             |                             |
| 31:14                       | |                             |                             |                             |                             |                             |                             |                             |                             |

## Sortie et accueil

### Sortie et promotion
Le film est présenté en avant-première le 10 septembre 2022 lors du festival international du film de Toronto, où il remporte le Prix du public.
En France, le film sort en salle le 22 février 2023.

### Accueil critique

#### États-Unis
Le film reçoit des critiques globalement très positives de la part de la presse. Sur l’agrégateur de critiques Rotten Tomatoes, il obtient 92 % d'avis favorables pour 390 critiques et une note moyenne de 8,2⁄10. Le consensus suivant résume les critiques compilées par le site : 

« En partie mémoire, en partie ode au pouvoir du cinéma, The Fabelmans montre Steven Spielberg en train de creuser les racines familiales qui ont contribué à faire de lui un cinéaste bien-aimé – et prouve qu'il n'a pas perdu sa touche magique. »

Sur Metacritic, il obtient une note moyenne de 84⁄100 pour 65 critiques.

#### France
Sur le site d'Allociné, The Fabelmans obtient la note de 4,9⁄5, après avoir recensé 46 critiques de presse. La presse française se montre particulièrement positive et enthousiaste à l'égard du long-métrage.
Jérôme Momcilovic des Cahiers du cinéma souligne que « le film a fait aux États-Unis un four monumental tel qu'il fut aussitôt redirigé vers les plateformes » –, « il y a plus d'une raison d'être ému aux larmes devant The Fabelmans, qui n'est pourtant pas plus un mélo qu'il n'est suspect de chantage à l'émotion. »
Dans Télérama, Samuel Douhaire écrit notamment : « À travers une reconstitution plus ou moins romancée de sa propre jeunesse et un double de fiction qui lui ressemble comme un frère, Spielberg retourne avec humour et une émotion communicative aux sources de sa vocation de cinéaste. »
Pour le site Cinema Teaser, le critique Aurélien Allin déclame un film qui « surprend, détourne l’attention, amuse et charme pour mieux désarmer et mener au drame, à l’inconfort, à des dilemmes insolubles et des peines incurables. » Dans son analyse, il considère que le film ne peut être limité au simple drame, « il est aussi une grande théorie sur la puissance de l’image, ce qu’elle crée d’éternité, les vérités qu’elle déterre, les peurs et complexes qu’elle fait naître, ce qu’on décode de nous en elle, et, par ricochet, une analyse très touchante de l’humilité de Spielberg face à l’incroyable puissance de sa création. »
Le site FilmActu résume sa critique ainsi : « À 76 ans, Steven Spielberg affronte son passé et filme ses premiers émois cinématographiques dans un récit initiatique très personnel avec une générosité, une délicatesse et une virtuosité qui n'appartiennent qu'à lui. Magistral, bouleversant mais aussi drôle. Du très très grand Spielberg. »
Pour Le Journal du dimanche : « Un jeu de miroirs aussi jubilatoire que généreux grâce à une narration d’une fluidité absolue, une interprétation tout en subtilité, une mise en scène qui tutoie l’excellence, composant des plans sublimes pour déclarer son amour à sa famille et dire la nécessité de croire en ses rêves. »
À l'issue de sa critique, le site Journal du Geek donne l'avis suivant : « The Fabelmans fera-t-il partie des incontournables de la filmographie de son auteur ? Peut-être pas, tout simplement parce que Steven Spielberg a légèrement délaissé la forme pour le fond et qu'en se réappropriant son histoire, il prend le risque de laisser de côté ceux qui en auraient cure ; néanmoins, il n'en demeurera pas moins comme un film charnière de sa carrière, mettant à nu sa vie comme sa vision du cinéma avec maestria. Ironie du sort, c'est en nous invitant à suivre ses pas que le réalisateur creuse encore la distance. »

### Box-office
Aux États-Unis, le film n'est pas un succès en salles. Il connait tout d'abord une sortie limitée (avec un nombre d'écrans restreint pour créer un phénomène de rareté pouvant aller crescendo par la suite). Sorti sur 4 écrans, le film ne récolte que 161 579 $ la première semaine et près de moitié moins la semaine suivante (toujours sur 4 écrans).
Pour sa 3e semaine d'exploitation, le film profite des jours fériés de Thanksgiving et passe à une exploitation sur 638 écrans. Là encore, le résultat ne correspond pas aux attentes avec seulement 3,1 millions de dollars récoltés. Selon Variety, c'est le pire démarrage de la carrière de Steven Spielberg aux États-Unis. La dégringolade ne s'arrêtera malheureusement pas là, le film terminant sa course à 17 millions de dollars à domicile. Au moment où le film sort en Allemagne et en France, le film n'a engrangé qu'environ 13 millions de dollars à l'international.
Pour son premier jour d'exploitation en France, The Fabelmans réalise 64 923 entrées, dont 24 043 en avant-premières, pour un total de 1 567 séances proposées. Ce résultat pour un premier jour permet au film de se positionner premier du box-office parmi les nouveautés, devant Les Choses simples (38 491) et À la belle étoile (13 656),. Cette première journée d'exploitation est supérieure à celle des précédents films du réalisateur, comme Pentagon Papers (plus de 54 000) ; ainsi que pour d'autres films du genre sortis au cours de l'année 2022, comme Armageddon Time de James Gray (17 000) ou Belfast de Kenneth Branagh (11 700).
Au bout d'une première semaine d'exploitation, le long-métrage totalise 367 332 entrées pour une quatrième place au box-office hebdomadaire, derrière Ant-Man et la Guêpe : Quantumania (437 550) et devant Les Choses simples (222 130).
| Pays ou région        | Box-office      | Date d'arrêt du box-office | Nombre de semaines |
| --------------------- | --------------- | -------------------------- | ------------------ |
| États-Unis Canada     | 17 348 945 $    | 16 mars 2023               | 18                 |
| France                | 917 350 entrées | 2 mai 2023                 | 10                 |
| Total hors États-Unis | 27 676 411 $    | en cours                   | n/a                |
| Total mondial         | 45 532 316 $    | en cours                   | n/a                |

## Scène coupée
Steven Spielberg a coupé une scène du montage final. Dans celle-ci, Sammy rencontre son grand-père, mais celui-ci était mort avant le début de l'histoire[pas clair]. Le grand-père devait être interprété par Jonathan Hadary. La scène fut donc complètement retirée du film[réf. nécessaire]

## Distinctions

### Récompenses
- Festival international du film de Toronto 2022 : People's Choice Award[41]
- Golden Globes 2023 : 
  - Meilleur film dramatique
  - Meilleure réalisation

### Nominations
- Golden Globes 2023 : 
  - Meilleure actrice dans un film dramatique pour Michelle Williams
  - Meilleur scénario
  - Meilleure musique de film

- Oscars 2023 :
  - Meilleur film
  - Meilleure réalisation
  - Meilleure actrice pour Michelle Williams
  - Meilleur acteur dans un second rôle pour Judd Hirsch
  - Meilleur scénario original
  - Meilleurs décors et direction artistique
  - Meilleure musique